# 메딕 (드라마)
메딕은 2023년에 방영예정인 드라마이다.